# Зорица (часопис)
Зорица је био дечји часопис који је излазио у периоду од 1897. до 1904. године. Излазио је једном месечно у оквиру школске године, дакле од септембра до јуна. Власник и издавач овог часописа било је Учитељско Удружење, а главни уредник био је учитељ Михаило Сретеновић. Часопис се штампао у Београду, у Државној штампарији Краљевине Србије, а претплата је за годину дана износила динар и двадесет пара, а за иностранство једна форинта или две круне. Часопис би се слао и учитељима широм земље, у нади да ће и они прикупити претплатнике и помоћи опстајању Зорице.